# Rio Bâsca fără Cale
O Rio Bâsca fără Cale é um rio da Romênia afluente do Rio Bâsca Chiojdului, localizado no distrito de Buzău.